# Martyn Ware
Martyn Ware (Sheffield, 19 maggio 1956) è un musicista, cantante e produttore discografico britannico.
È membro fondatore di due importanti gruppi new wave, che sono The Human League e Heaven 17, nati rispettivamente nel 1977 e nel 1980. Lavora anche come produttore e in questo ruolo ha collaborato tra gli altri con Tina Turner (Let's Stay Together) , Terence Trent D'Arby (Introducing the Hardline According to Terence Trent D'Arby) e Erasure (I Say I Say I Say). Tra gli anni '90 e 2000 ha lavorato al fianco di Vince Clarke nel progetto The Clarke & Ware Experiment.